# تشارلز دارني
تشارلز دارني (بالإنجليزية: Charles Darnay)‏ هو شخصية خيالية ظهرت في رواية «قصة مدينتين» التي كتبها المؤلف الإنجليزي تشارلز ديكنز.

## نظرة عامة
تشارلز دارني هو نبيل ثري يقضي وقته ما بين فرنسا وإنجلترا خلال زمن الرواية، وهو مع ذلك يمقت الابتزاز الذي تخضع له الطبقات الإجتماعية الأدنى والفقر المدقع الذي تقذف الطبقات الأعلى بهم في جحيمه، ويمقت تحديدًا وجهات نظر عمه «ماركيز سانت إيفرموند»، ذلك الرجل الذي لا يحمل أي احترام للفقراء؛ مما يدفعه للتخلي عن اسم عائلته لصالح والدته وتغييره لاحقًا إلي «دارني» والانتقال للعيش في لندن حيث يعمل مدرسًا للغة الفرنسية والأدب الفرنسي.
يخضع دارني للمحاكمة بتهمة خيانة مملكة بريطانيا العظمى، لكن شهادة شاهد العيان الرئيسي ضده تٌقوض عندما يوجه محاميه انتباهه إلى سيدني كارتون، وهو محامٍ كان يقدم المساعدة في القضية التي انتهت بتبرئة تشارلز دارني. وقد كان الرجلان -دارني وكارتون- يشبهان بعضهما إلى حد بعيد.

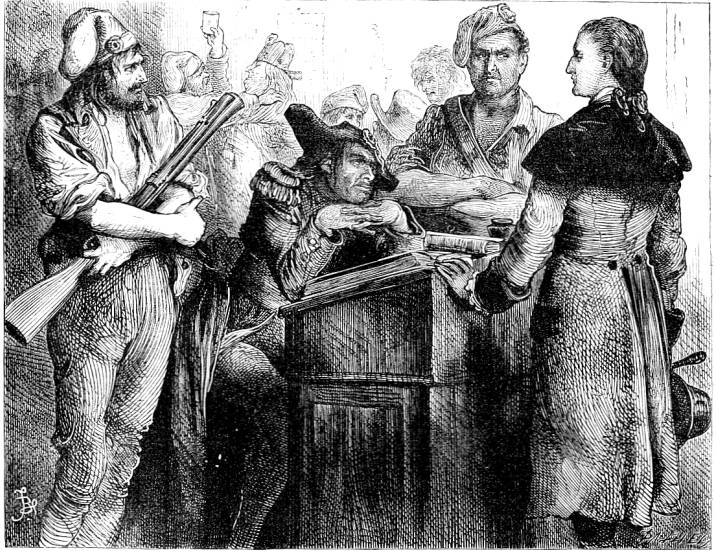
القبض على تشارلز دارني في باريس

وفي وقت لاحق يُقتل عم دارني حيث يطعنه أحد الثوار الفرنسيين حتى الموت أثناء نومه، فيخلفه دارني في حمل لقب ماركيز. ويفصح كلا من دارني وكارتون عن حبهما للوسي مانيت، ولكن دارني هو من يتودد لها ويتزوجها. وعندما تبدأ الثورة الفرنسية يُلقى القبض على دارني ويَمثٌل أمام المجكمة عندما يٌكشف الستار عن جرائم والده وعمه ويٌحكم عليه بالإعدام بالمقصلة، لكن كارتون يضحي بنفسه ويستغل الشبه الكبير بينهما فيأخذ مكانه ليتمكن دارني من الهرب بعائلته.

## اقتباسات للشخصية
- «أشعر بالأسف العميق لكوني السبب فيما أصابها، هلا أخبرتها بذلك لأجلي مع خالص شكري؟[1]» – تشارلز دارني، قصة مدينتين
- « لقد وطدنا مكانتنا الإجتماعية فيما مضى وفي وقتنا الحالي كذلك، حتي إنني أعتقد أن إسمنا سيكون ممقوتًا أكثر من أي اسم آخر في فرنسا.[2]» – تشارلز دارني، قصة مدينتين
- « لقد أخطأنا يا سيدي، وها نحن نجني ثمار الخطأ"[2]» – تشارلز دارني، قصة مدينتين
- «إنك تتوقع ما سأقول، وإن لم يكن باستطاعتك معرفة كم أنا جاد فيما أقوله وفيما أشعر به من دون سبر أغوار قلبي السري وما ينطوي عليه من آمال ومخاوف وهموم لطالما أثقلته. عزيزي الدكتور مانيت، إنني متيَّم بابنتك، أحبها بولع، بإخلاص، بتفانٍ، ولو إن هناك ثمة حب قد عرفه هذا العالم فإنني أحبها. لقد ذاق قلبك الحب من قبل، فلتدع حبك القديم يتكلم عني![3]» – تشارلز دارني، قصة مدينتين
- «أعلم أنها عندما تتشبث بك فكأن أيدي طفلة وصبية وامرأة تتمثل جميعًا في يديها اللتين تتوقان عنقك، أعلم انها إنما ترى في حبك أمها عندما كانت في مثل عمرها وتهيم بها وتراك في مثل عمري وتُغرم بك، إنها تعشق والدتها مكسورة القلب وتحبك من تجربتك المروعة وعودك المبارك، لقد علمت ذلك ليلًا نهارًا منذ أن تعرفت عليك في منزلك.[3]» – تشارلز دارني، قصة مدينتين
- «الوداع! يا حبيبة روحي العزيزة ... سوف نلتقي ثانية حيثما يخلد التعب إلى الراحة[4]» – تشارلز دارني، قصة مدينتين
- « كارتون! إنه لجنون يا عزيزي كارتون! لا يمكنك أن تفعل أمرًا كهذا، لا يمكن يتم ما تسعى إليه. لطالما حاولت أن أقوم بذلك ولم أجنِ إلا الفشل.أتوسل إليك ألا تزيد بموتك مرارة نفسي.[5]» – تشارلز دارني، قصة مدينتين

## وصلات خارجية
- تشارلز دارني: مقال علي cliffs Notes
- تشارلز دارني: موسوعة بريتانيكا
- تشارلز دارني Shmoop
- SparkNotes - قصة مدينتين: قائمة الشخصيات
- لماذا قُبض على دارني في رواية «قصة مدينتين»؟